# Змеиный яд

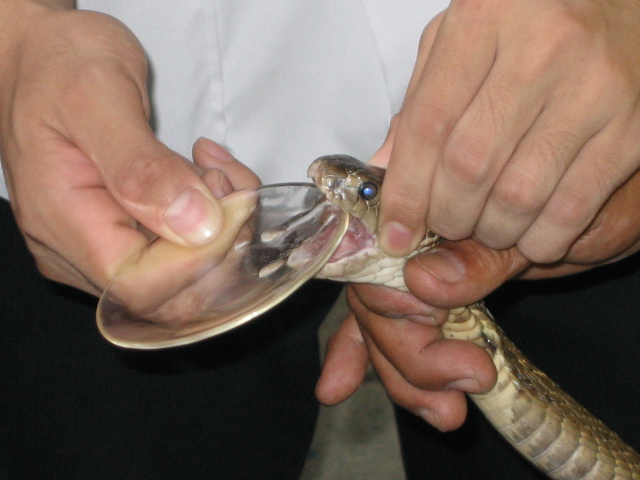
Свежеполученный змеиный яд на часовом стекле

Змеи́ный яд — сложная смесь органических и неорганических веществ, вырабатываемая железами некоторых видов змей. Состав и свойства яда различных змей неодинаковы.

## Секреция
Яд у ядовитых змей вырабатывается и секретируется ядовитыми железами, расположенными позади глаз. Эти железы представляют собой видоизменённые околоушные слюнные железы, открывающиеся наружу выводными протоками, которые сообщаются с помощью мешочка с одним либо несколькими каналами верхнечелюстных ядовитых зубов, в свою очередь тоже эволюционно видоизменённых. Количество и концентрация яда, выделяемого одной и той же змеёй при укусе, может варьировать, в частности, зависит от времени накопления яда после предыдущего его расходования. Некоторые виды змей могут регулировать впрыскивание яда при укусе (к примеру: королевская кобра) либо выпрыскивать их струёй в сторону противника (жертвы) на расстоянии без его укуса (к примеру: плюющиеся кобры), некоторые змеи могут производить серию укусов с впрыском яда при каждом из укусов (к примеру, тайпан).
Основное предназначение яда у змей — обездвиживание или умерщвление жертвы (пищи), проглатываемой ими целиком. На саму змею (или змей того же вида) яд не оказывает пагубного действия. Также яд может применяться змеями в качестве самообороны от крупных животных, в том числе человека, которые не являются объектами их охоты.
Синтез яда змеями требует значительного увеличения метаболизма их организма.

## Состав
Представляет собой вязкую, слабокислую горьковатую жидкость. В жидком виде in vitro малостоек, утрачивает токсичность и ферментативную активность в течение 1,5 — 3 недель, подвергаясь гнилостному разложению, в высушенном виде может сохранять свойства до 23 лет.
Главные химические составляющие: белки, аминокислоты, жирные кислоты, ферменты (гидролазы, протеазы, нуклеазы, фосфонуклеазы, каталазы, оксидазы), микроэлементы.
Основное действующее вещество у змеиного яда — различного рода и состава зоотоксины, различающиеся в зависимости от видовой и групповой принадлежности змей (у некоторых видов имеются и половые различия) и относящиеся к нейротоксинам, кардиотоксинам, антикоагулянтам, гемотоксинам, ферментам, ингибиторам или активаторам биомолекул, участвующих в процессах жизнедеятельности организмов. Некоторые из них: геморрагин, кротамин, атратоксин, α-бунгаротоксин, β-бунгаротоксин, κ-бунгаротоксин, атролизин А, лецитиназа А, дендротоксин, кобротоксин, кардиотоксин III, нейротоксин I, нейротоксин II, акутолизин А, веномбин А, мукролизин, тайпоксин, a-, b-, c-сарафотоксины, миотоксины (a, I, II), трёхпетельный токсин, фосфолипаза A2, ирдитоксин, фасцикулин, кальцисептин и т. д. Все они белковой природы и составляют в различном сочетании более 90 % сухой массы яда.
К токсическому воздействию яда змей малочувствительны мангусты, ежи, свиньи, медоеды и опоссумы. Стойкость последних обусловлена наличием фактора крови LTNF.

## Классификация

### По характеру воздействия на организм
- нейротоксический — обладают курареподобным действием, останавливают нейромышечную передачу, в результате чего наступает смерть от паралича
- гемовазотоксический — вызывают сосудистый спазм, за ним — сосудистую проницаемость, а потом — отёк тканей и внутренних органов

### По происхождению

#### Яд морских змей
Морские змеи имеют один из наиболее сильных змеиных ядов вообще. Ведь питаются они рыбами и головоногими моллюсками, а холоднокровные более устойчивы к змеиному яду, чем млекопитающие и птицы. Ядовитые зубы морских змей закреплены неподвижно (примитивный признак) в передней части верхней челюсти и немного короче, чем у наземных змей. Однако у большинства из них длина зубов достаточна для проникновения сквозь кожу человека. Исключением являются виды, питающиеся преимущественно икрой рыб.
Самой ядовитой морской змеёй считается оливковая морская змея Дюбуа, которая после тайпана Маккоя и бурой змеи — третья по ядовитости змея в мире.
Яды морских змей в основном содержат нейро- и кардиотоксины.

#### Яд аспидов

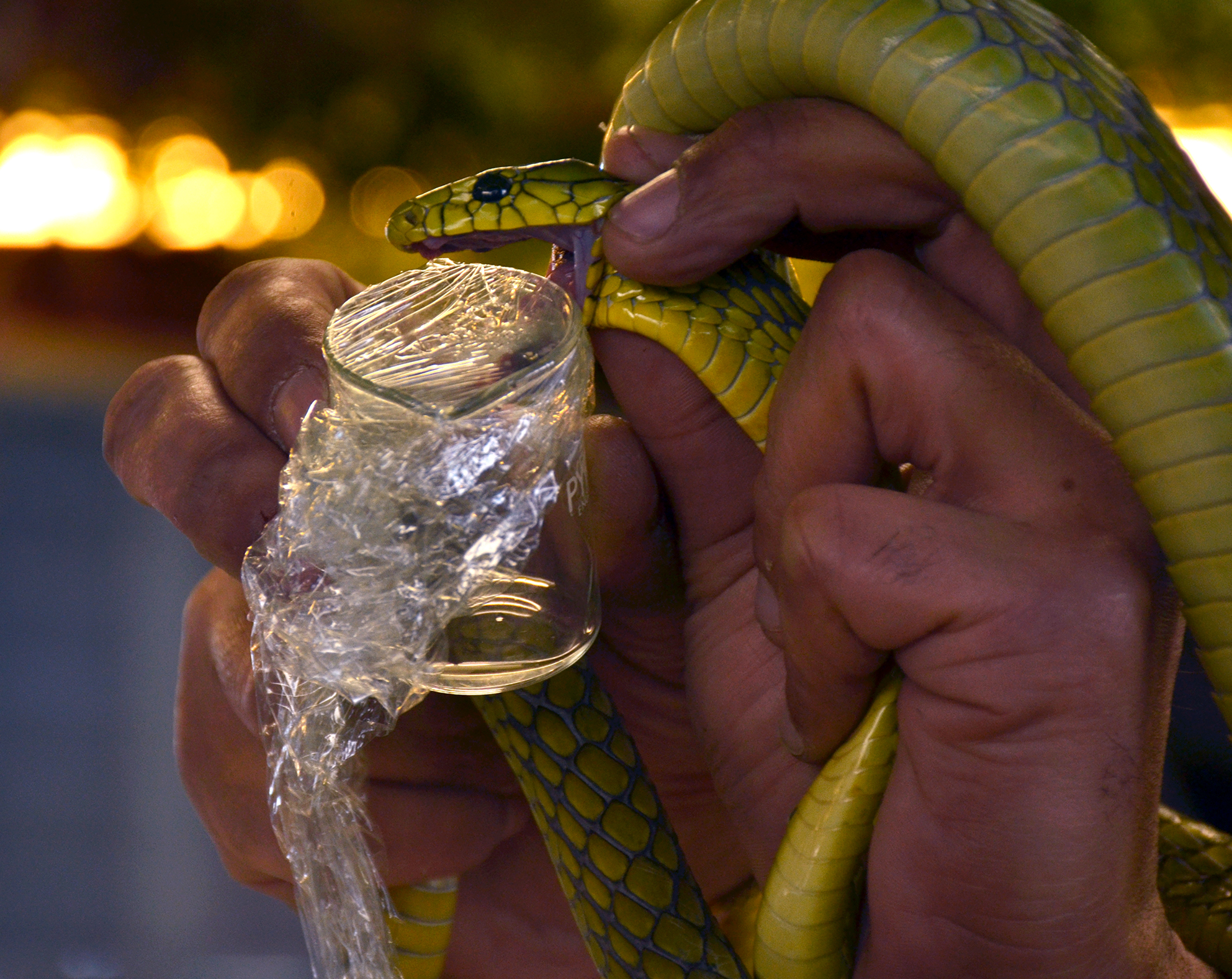
«Доение» зелёной мамбы

Все виды этого семейства ядовиты. Парные ядовитые зубы расположены в передней части укороченных верхнечелюстных костей; они заметно крупнее остальных зубов, загнуты назад и снабжены ядопроводящим каналом; закреплены неподвижно (примитивный признак). Ядопроводящий канал у аспидов произошёл от бороздки на передней поверхности зуба путём постепенного смыкания её краёв. Функционирует обычно только один из ядовитых зубов, второй является «заместителем» на случай утраты первого. Помимо клыков, у многих аспидов верхняя челюсть снабжена мелкими зубами; у мамб и американских аспидов таковые отсутствуют.
В яде аспидовых змей в целом преобладают нейротоксины, что даёт при укусе характерную клиническую картину. Местные явления в области укуса почти не развиваются (нет ни опухоли, ни покраснения), зато быстро наступает смерть вследствие угнетения нервной системы, в первую очередь паралича дыхательного центра. Укус крупных аспидов, например, кобры, представляет смертельную опасность для человека. К этому семейству относится самая ядовитая змея в мире — тайпан Маккоя (Oxyuranus microlepidotus).
Яды аспидов, а также некоторых тропических гремучников содержат нейро- и кардиотоксины, у некоторых видов последних, а также у австралийских аспидов яды смешанного характера (нейротоксины и ферменты влияющие на свёртываемость крови).

#### Яд гадюк

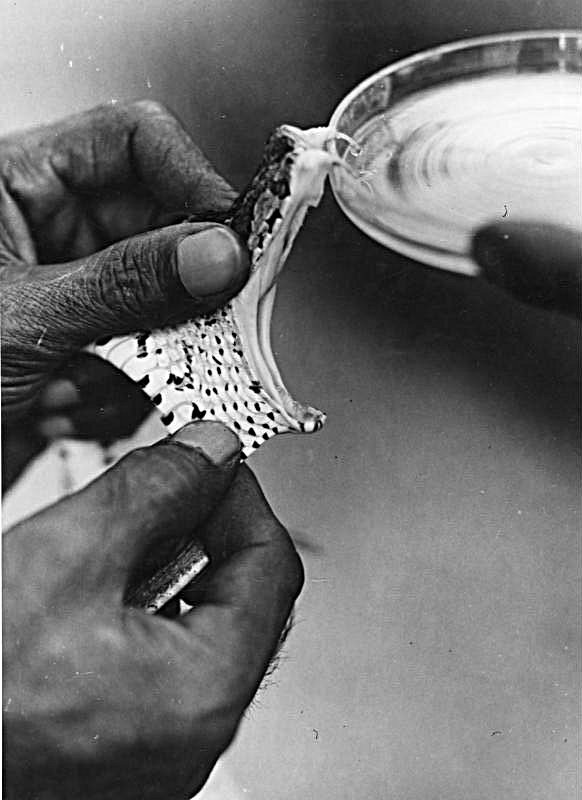
«Выдаивание» в чашку Петри яда гадюки Расселла

Все гадюковые имеют пару относительно длинных, полых внутри клыков, которые используются для выделения яда из ядовитых желёз, находящихся за верхней челюстью. Каждый из двух клыков расположен в передней части пасти на верхнечелюстной вращающейся взад-вперед кости. Когда не используются, клыки сложены назад и закрыты плёночной оболочкой. Левый и правый клыки вращаются независимо друг от друга. Во время схватки пасть открывается на угол до 180 градусов и кость вращается вперёд, выпячивая клыки. Челюсти смыкаются при контакте, и сильные мышцы, находящиеся вокруг ядовитых желёз, сокращаются, выделяя при этом яд. Это действие мгновенно и является скорее ударом, чем укусом. Змеи используют этот механизм как для обездвиживания жертвы, так и для самообороны.
Яды гадюковых, в том числе и большинства гремучих змей, оказывают действие на свёртываемость крови (снижают или наоборот вызывают свёртывание) и вызывают некрозы, преобладают протеазы. Яд гюрзы оказывает гемолитическое действие.

## Применение
Яд получают от живых змей путём их отлова в дикой природе или в серпентариях.
Яды змей применяются в основном в медицине, например, в качестве болеутоляющего, противовоспалительного средства при заболеваниях периферической нервной системы и т. п. в составе некоторых лекарственных препаратов.
Змеиный яд применяется в изготовлении анатоксинов, которыми иммунизируют животных для получения противоядий (противозмеиных сывороток, иммуноглобулинов). Также используется при получении некоторых диагностических реактивов и в экспериментальном моделировании некоторых патологических процессов.